# Sabella tricolor
Sabella tricolor är en ringmaskart som beskrevs av Grube 1878. Sabella tricolor ingår i släktet Sabella och familjen Sabellidae. Inga underarter finns listade i Catalogue of Life.